# 努斯巴赫
努斯巴赫是德国莱茵兰-普法尔茨州的一个市镇。总面积8.12平方公里，总人口607人，其中男性298人，女性309人（2011年12月31日），人口密度75人/平方公里。